# (66207) Carpi
Pour les articles homonymes, voir Carpi (homonymie).
(66207) Carpi est un astéroïde de la ceinture principale.

## Description
(66207) Carpi est un astéroïde de la ceinture principale. Il fut découvert le 6 février 1999 à Cavezzo par l'Observatoire Cavezzo. Il présente une orbite caractérisée par un demi-grand axe de 2,98 UA, une excentricité de 0,03 et une inclinaison de 6,9° par rapport à l'écliptique.

## Compléments